# Piotr Boncol
Piotr Boncol (ur. 5 kwietnia 1970 w Siemianowicach Śląskich) – polski piłkarz występujący na pozycji napastnika.
Występował w barwach Ruchu Chorzów. Łącznie w ciągu trzech sezonów rozegrał 17 spotkań pierwszoligowych, strzelając jednego gola. Zdobył z Ruchem mistrzostwo Polski 1989.